# Allerey-sur-Saône
Allerey-sur-Saône – miejscowość i gmina we Francji, w regionie Burgundia-Franche-Comté, w departamencie Saona i Loara.
Według danych na rok 1990 gminę zamieszkiwały 592 osoby, a gęstość zaludnienia wynosiła 36 osób/km² (wśród 2044 gmin Burgundii Allerey-sur-Saône plasuje się na 395. miejscu pod względem liczby ludności, natomiast pod względem powierzchni na miejscu 576.).